# Famulus (Maler)
Famulus (meist Fabullus) war ein römischer Maler, der unter Nero in Rom lebte und arbeitete.

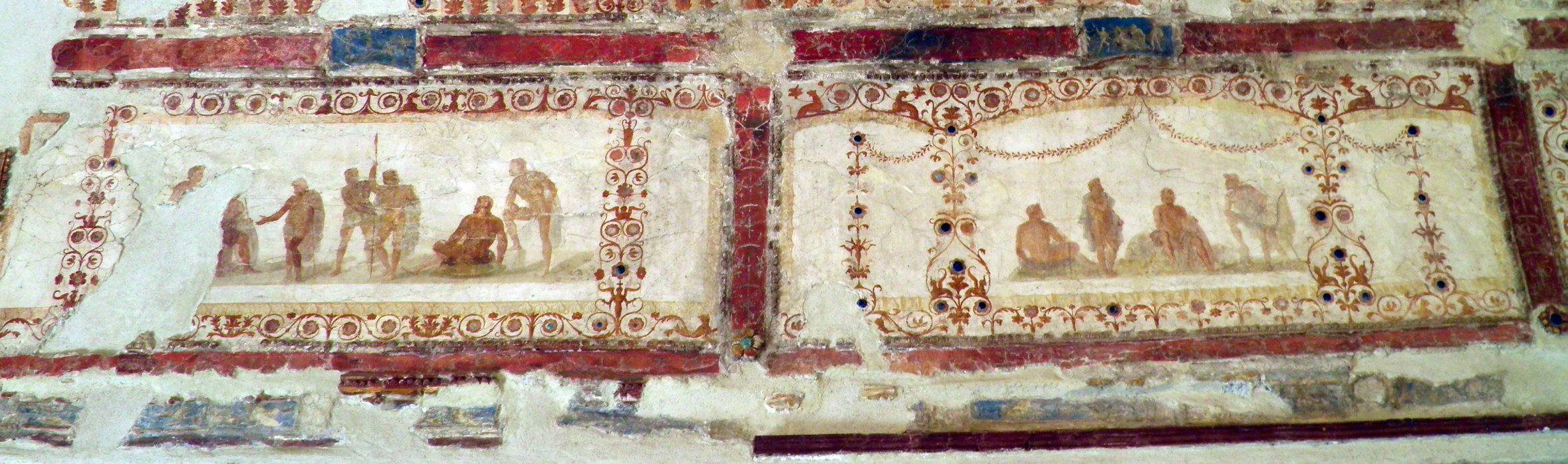
Wandmalereien in der Domus Aurea

Famulus wird bei Plinius genannt. Famulus malte danach in der Domus Aurea, dem Palast des Nero in Rom. Plinius nennt seine Malweise „würdig“ und „ernst“, „mit warmen Farben und flüssigen Tönen“. Nach Plinius soll er immer nur in der Toga gemalt haben, was darauf hindeuten könnte, dass er freigeborener römischer Bürger war. Als einziges Gemälde von ihm nennt er ein Bild der Minerva.
Famulus ist der einzige römische Maler, von dem wir sowohl ein zeitgenössisches Urteil als auch möglicherweise Teile seiner Werke haben. In der Domus Aurea sind viele Wandmalereien erhalten, von denen ihm auch versuchsweise einige zugeschrieben wurden, obwohl hier zahlreiche verschiedene Maler arbeiteten und die genaue Zuordnung bestimmter Malereien daher problematisch ist.